# Pistola da starter

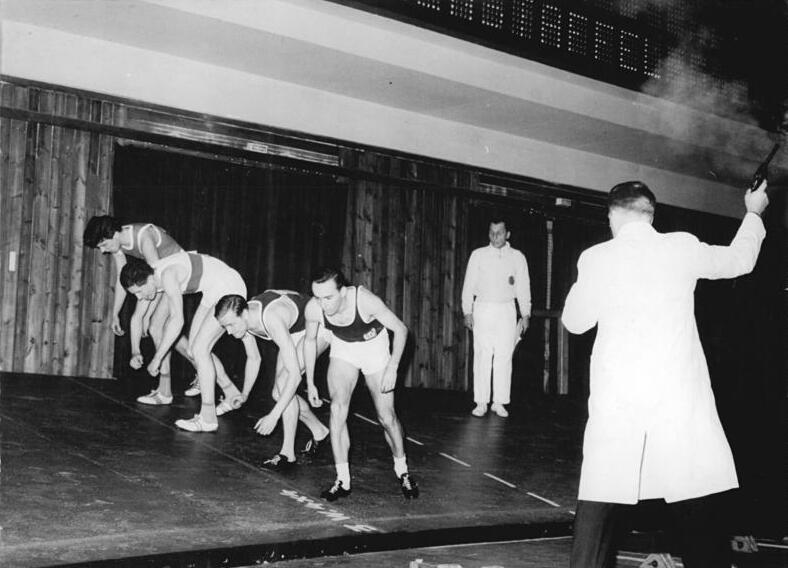
Una pistola da starter usata in una competizione di atletica leggera in Germania Est nel 1961

Una pistola da starter è un'arma da fuoco (tipicamente un particolare tipo di revolver) usata da un giudice di gara (lo starter) per dare inizio a una gara di atletica leggera o di altri sport individuali quali il nuoto e il ciclismo. La parte finale della canna è chiusa da un tappo che previene gli infortuni e che, al momento dello sparo, fa fumare la pistola.

## Storia

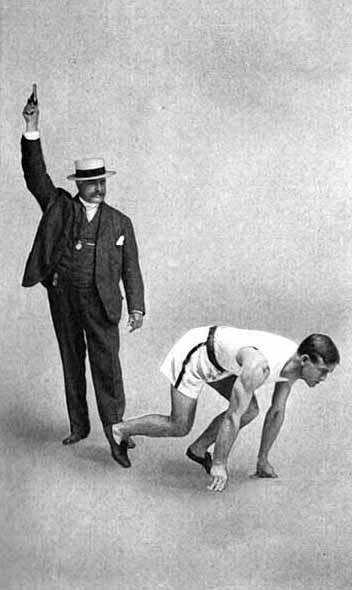
Archie Hahn in posizione di partenza con lo starter W.H. Lipinger nel 1904

Nei Giochi olimpici antichi, prima delle gare, si svolgevano delle competizioni dedicate agli araldi necessarie per scegliere colui che avrebbe dato il segnale di partenza per mezzo di una tromba nelle gare di corsa.
Secondo Pausania il Periegeta, il primo "starter" della storia fu Erotodo di Megara, che dal 328 al 292 a.C. diede il via alle gare dei Giochi olimpici.
Prima dell'uso della pistola come segnale di inizio di una gara in tempi moderni, venivano utilizzati diversi dispositivi sonori quali trombe e tamburi, oppure segnali visivi come lo sventolamento di una bandiera o di un lembo di stoffa bianco. In precedenza si ricorreva alla cosiddetta "partenza per mutuo consenso": Archie Hahn, nel suo libro How to sprint, racconta che gli atleti venivano fatti schierare (da due a quattro alla volta) a 15÷20 passi dalla linea di partenza, sulla quale era posto il giudice; gli atleti avanzavano lentamente tenendo le proprie dita a leggero contatto con quelle degli altri fino all'altezza del giudice: a quel punto, quando uno degli atleti toccava od oltrepassava la linea di partenza con il piede, il contatto si interrompeva e la corsa aveva inizio.
Secondo lo statunitense William Curtis, atleta e fondatore del New York Athletic Club, della Amateur Athletic Union e ideatore delle prime riunioni indoor americane, l'introduzione della pistola nelle gare di atletica leggera era dovuto al fatto che molto spesso le partenze per mutuo consenso avevano una durata eccessiva, perché quando il primo atleta metteva il piede sulla linea, poteva capitare che l'altro (o gli altri atleti) non lo seguissero nella partenza. In questo caso si doveva tornare indietro e ricominciare la procedura daccapo finché anche il secondo atleta non avesse oltrepassato la linea di partenza. Per ovviare a queste lungaggini, fu introdotta una regola che recitava: "se non si giunge a nulla dopo un'ora (o qualche altra misura di tempo predeterminata), la partenza verrà data mediante un colpo di pistola". Il ricorso alla pistola si rese necessario in casi sempre più frequenti, fino a sostituire gradualmente il sistema del mutuo consenso e diventare il metodo ufficiale di partenza.